# Глиттер

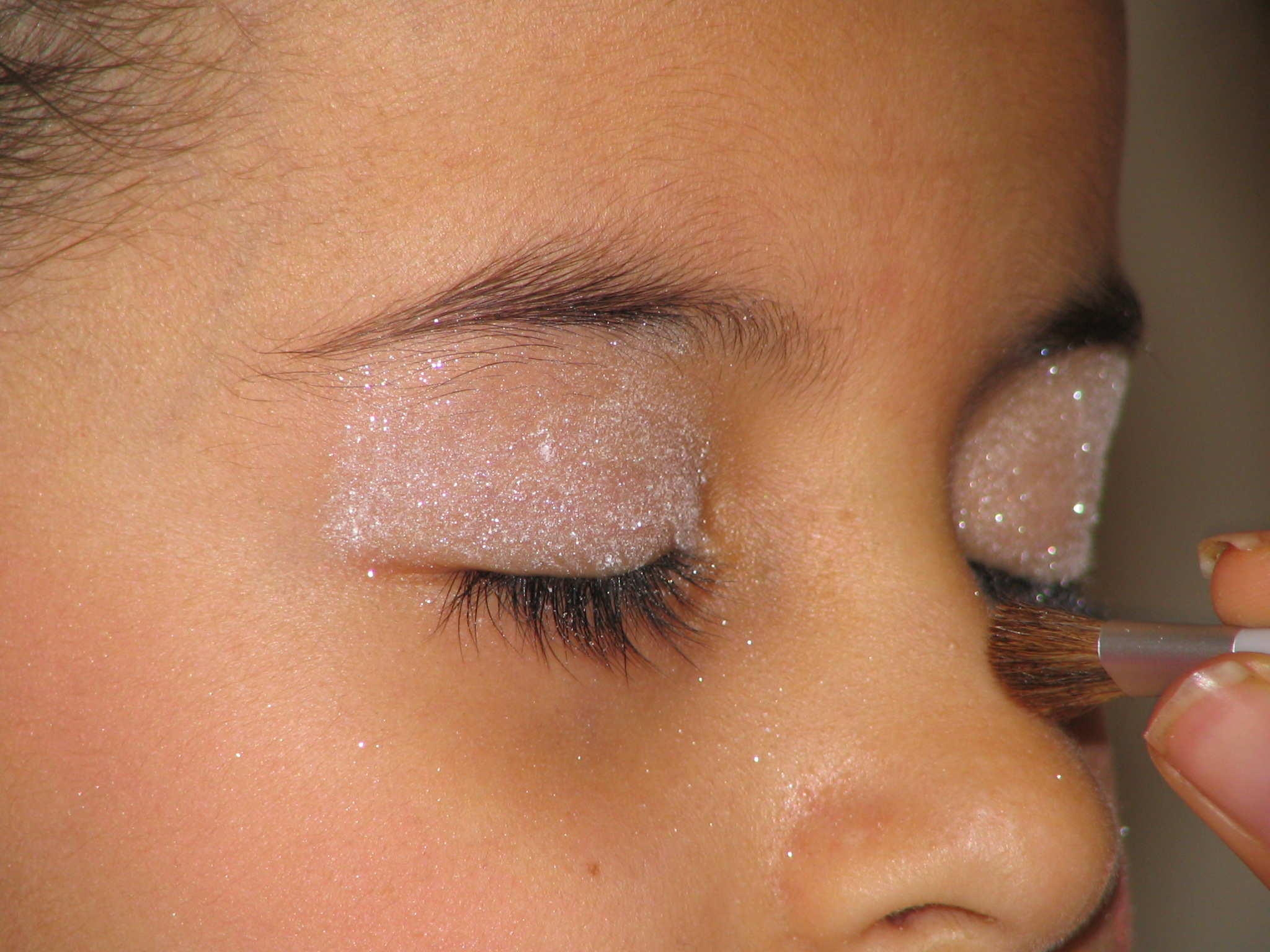
Нанесение глиттера на веки

Гли́ттер (англ. glitter «блестеть, сверкать») — разноцветные декоративные, крупные и рассыпчатые блёстки. Глиттер часто используется в декоративной косметике для создания экстравагантных или праздничных макияжей, а также наносится на ногти как часть нейл-арта. Частички глиттера заметны невооружённым глазом на коже и придают ей активный блеск, подобно пайеткам на одежде или стразам.
Перед использованием глиттера кожа обрабатывается специальной жирной основой, например, с помощью кремовых теней для век. Затем глиттер наносится на обработанный участок при помощи сухой кисти.
Одним из трендов 2015 года в Instagram стали фотографии с хештегом #glitterbeard, на которых мужчины позируют с нанесённым на свою бороду глиттером.
Глиттер также широко используется в полиграфии. Для печати используются глиттеры размером 50 и 200 мкм различных оттенков, например золотого, серебряного, лилового, бирюзового, рубиново-красного, зелёного и других. Лаки с добавленным в них глиттером также называют глиттерными лаками.
Глиттер используется для декорирования товаров для праздников: ёлочных игрушек, украшений, стеклянной посуды. Для закрепления глиттера на их поверхности используют клей и лак.
Глиттер производят из различных материалов, чаще всего используют пластик (полиэтилентерефталат), алюминиевую фольгу и слюду.
В конце 2017 года новозеландский эколог Триша Фаррелли, изучающая влияние пластика на окружающую среду, призвала запретить производство глиттера — по аналогии с законом, который запрещает производителям в США и Великобритании использовать микрошарики из пластика в косметике и средствах гигиены.